# Filozófiai Könyvtár
A Filozófiai Könyvtár egy 20. század első felében megjelent magyar filozófiai könyvsorozat. A Pfeifer Ferdinánd (Zeidler Testvérek) Nemzeti Könyvkereskedése kiadásban Budapesten az 1920-as években megjelent köteteket Kornis Gyula szerkesztette, és a következők voltak:
- 1. Pauler Ákos: Aristoteles, 1922
- 2. Braun Ottó: Bevezetés a történetfilozófiába, 1922
- 3. Moór Gyula: Bevezetés a jogfilozófiába, 1923
- 4. Marcus Aurelius Antoninus római császár elmélkedései, 1923
- 5. Várkonyi Hildebrand: Aquinói Szent Tamás filozófiája, 1923
- 6. Neumann Ernő: Az esztétika rendszere, 1924
- 7. H. Poincaré: A tudomány értéke, 1924
- 8. Fináczy Ernő: Világnézet és nevelés – Tanulmányok, 1925
- 9. Plótinos: A szépről és a jóról, 1925